# Mustasaari (ö i Finland, Södra Savolax, Nyslott, lat 61,98, long 29,03)
Mustasaari är en halvö i Finland. Den ligger i sjön Riitasenjärvi och i kommunen Nyslott i  landskapet Södra Savolax, i den sydöstra delen av landet, 290 km nordost om huvudstaden Helsingfors.